# 泰顺土楼
泰顺土楼是位于浙江省温州市泰顺县境内土楼建筑的合称，其中6处土楼于2013年5月列入第七批全国重点文物保护单位。

## 土楼分布
- 上交垟土楼

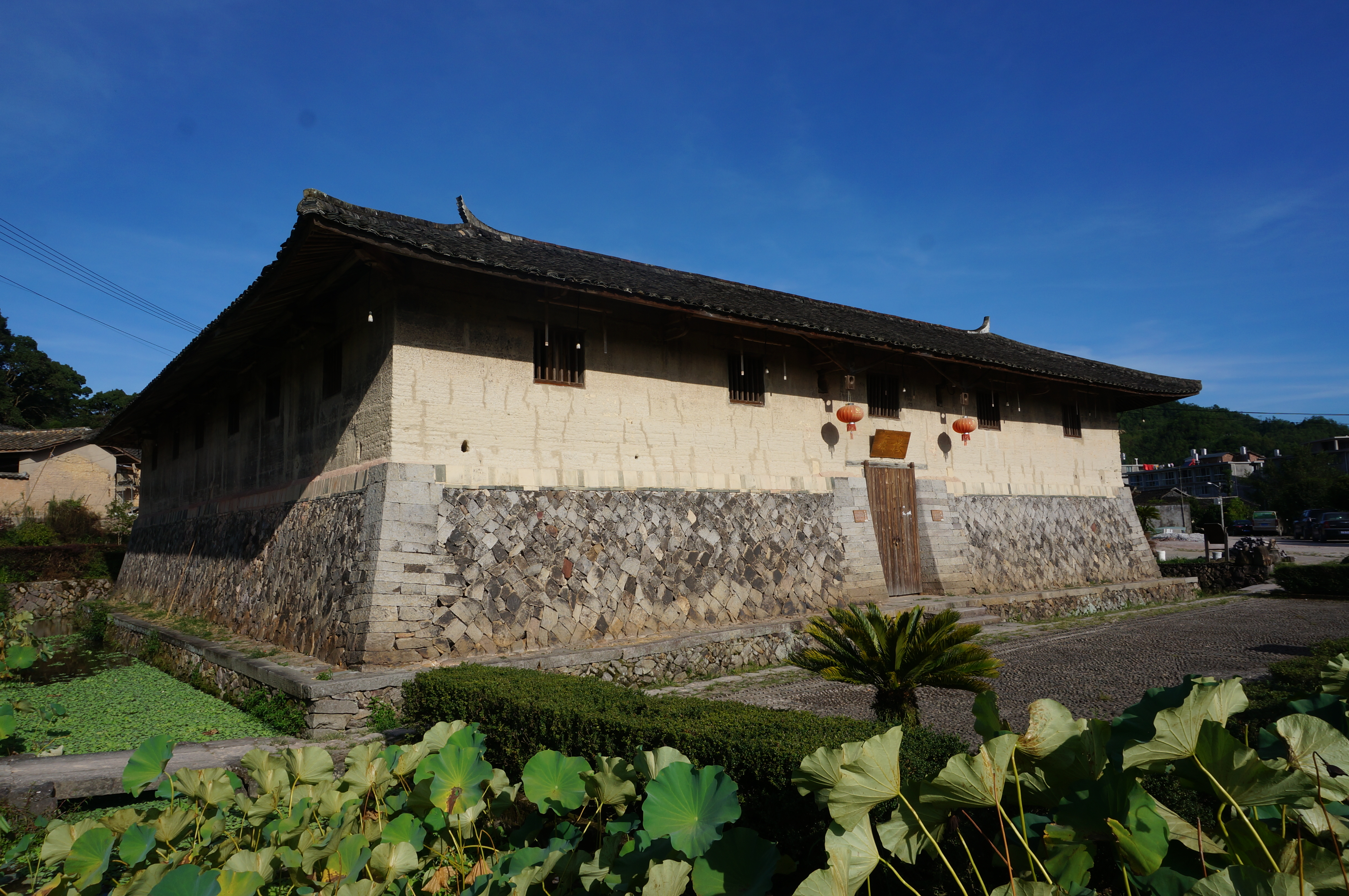
泰顺县上交垟村上交垟土楼，泰顺土楼之代表。

位于罗阳镇上交垟村。建筑面东向，方形两层建筑，占地面积625平方米。外围土墙，用条石砌基，黄土夯筑。内部木构建筑两层，两坡顶，平面呈“口”字形布置，之间设天井；东西面阔五间，南北面阔四间。楼外周圈设壕，作防御用。上交垟土楼为曾氏家族于清晚期所建，曾氏从福建泉州一带迁来，带来此建筑形式。上交垟土楼现保存完整，于2005年3月16日列入浙江省文物保护单位。
- 半月坵土楼
- 下垟寨土楼
- 双路土楼
- 黄沙坑土楼
- 东溪土楼